# Панкевич, Константин Григорьевич
Константин Григорьевич Панкевич — советский хозяйственный, государственный и политический деятель, Герой Социалистического Труда.

## Биография
Родился в 1922 году в деревне Хмельник. Член КПСС с 1947 года.
Участник Великой Отечественной войны, командир самоходной артиллерийской установки (СУ-76М) 806-го самоходного артиллерийского Таллинского полка. С 1951 года — на хозяйственной, общественной и политической работе. В 1951—1984 гг. — старший агроном по хлопку, главный агроном совхоза «Бильшовицький наступ» в Великоалександровском районе, директор совхоза «Красный Перекоп» Каховского района Херсонской области Украинской ССР.
Указом Президиума Верховного Совета СССР от 8 апреля 1971 года присвоено звание Героя Социалистического Труда с вручением ордена Ленина и золотой медали «Серп и Молот».
Умер в городе Каховка в 2008 году.